# 본득
본득(本得, ?~?)은 신라의 장수이다.

## 생애
대당소감(大幢少監)이었던 668년에 고구려군과의 사천 전투에서의 승리에 제1위로 인정받아 일길찬 관등과 쌀 1,000석을 하사 받았다.